# Bonac e Irasenh
Bonac e Irasenh (occità) o Bonac-Irazein (francès oficial)) és un municipi francès, situat a la regió d'Occitània, departament de l'Arieja.